# Нагорода Альберта Ейнштейна
Не слід плутати з Медаллю імені Альберта Ейнштейна, від ЮНЕСКО, Медаллю Альберта Ейнштейна, яку присуджує швейцарське «Товариство Альберта Ейнштейна», Премією Альберта Ейнштейна, яку вручає Всесвітня культурна рада
Нагорода Альбе́рта Ейнште́йна (англ. Albert Einstein Award) — нагорода в галузі теоретичної фізики, яку присуджував Інститут перспективних досліджень (США) і якою відзначали учених за високі досягнення в природничих науках. Була заснована у 1949 році Меморіальним фондом Льюїса і Рози Строз (англ. Lewis and Rosa Strauss Memorial Fund) з нагоди 70-ї річниці з дня народження Альберта Ейнштейна  і її вручали у 1951—1979 роках. Складалася із золотої медалі (через що нагороду іноді помилково називають медаллю Альберта Ейнштейна) та грошової винагороди на суму $15000 яка була згодом зменшена до $5000  . Переможець обирався комітетом, у перший склад якого входили Ейнштейн, Оппенгеймер, фон Неймана та Вейль  при Інституті перспективних досліджень, який керував нагородою і одним з опікунів якого був Льюїс Штраус.
Цю нагороду не слід плутати з багатьма іншими відзнаками, названими на честь відомого фізика, наприклад, Міжнародною науковою премією Альберта Ейнштейна, яку присуджує Всесвітня культурна рада (вручають з 1984 року), Медаллю Альберта Ейнштейна, яку з 1979 року вручає швейцарське «Товариство Альберта Ейнштейна», а також з премією Ганса Альберта Ейнштейна (англ. Hans Albert Einstein Award, названою на честь сина Альберта Ейнштейна, яку присуджує Американське товариство інженерів-будівельників (ASCE) (вручається з 1988 року).
Премія була заснована ще при житті Ейнштейна, коли той працював професором в Інституті перспективних досліджень. Свого часу цю нагороду назвали «найвищою у своєму роді у Сполучених Штатах». Дехто вважав цю нагороду «престижним еквівалентом Нобелівської премії».

## Лауреати
- 1951 — Курт Гедель та  Джуліан Швінгер
- 1954 —  Річард Філіпс Фейнман
- 1958 — Едвард Теллер
- 1959 —  Віллард Франк Ліббі
- 1960 — Лео Сілард
- 1961 —  Луїс Волтер Альварес
- 1965 — Джон Арчибальд Вілер
- 1967 — Маршалл Розенблют[en]
- 1970 — Юваль Неєман
- 1972 —  Юджин Пол Вігнер
- 1978 — Стівен Гокінг
- 1979 — Тулліо Редже[en]